# Втеча Святої Родини в Єгипет (Карраччі)
«Вте́ча свято́ї Роди́ни в Єги́пет» (італ. Fuga in Egitto) — картина представника болонської школи живопису Аннібале Карраччі (1550—1609). Намальована за сюжетом з Евангелія від Матвія.
Картина має незвичний формат, тобто не прямокутна. Напівциркульне завершення натякає, що її призначали для архітектурної ніші десь у бічному просторі будови. Це не вівтарна картина і за сюжетом.
На тлі спокійного, майже ідилічного пейзажу помітні постаті Богородиці з немовлям Христом, віслюка і Йосипа, земного батька Христа. Вони повільно просуваються повз річку. На віддаленому березі йде своє життя — пастух пасе вівці і корови, в небі летять птахи, тихо бринить невеликий водоспад. Центральне місце в картині відведене не Святій Родині, а приемній за силуетом фортеці. На провінційний монастир не схожа, бо відсутні собор і дзвіниця. Швидше за все це провінційний замок, зразки яких були розкидані по Італії, що потерпала від завойовників. Зразки тих фортець і замків і зараз можна побачити в країні. Пейзаж дивує тишею і гармонійним настроєм, який буде притаманним багатьом пейзажам Ніколя Пуссена чи Клода Лоррена, але створення тих картин ще попереду.
Пейзаж в картині Каррачі має самостійне значення. Якщо прибрати постаті Святої родини чи розмістити інші, він ніскільки не змінить свій лад і гармонію. Зміниться лише його назва. Більше того, пейзаж настільки вдалий, що можна прибрати всі постаті і картина не втратить привабливості і самостійного значення.